# Claude Andrien
Pour les articles homonymes, voir Andrien.
Claude Andrien (né le 24 mars 1944 à Maubeuge dans le Nord et mort le 29 janvier 2012 à Eyguières (Bouches-du-Rhône)) est un footballeur français, qui évolue aux postes de défenseur central et de milieu de terrain, avant de devenir ensuite entraîneur.

## Biographie

### Carrière de joueur
Ce défenseur de 1,76 m porte notamment les couleurs du Lille OSC (1964-1969), des Girondins de Bordeaux (1969-1971), de Sedan, de l'AC Ajaccio, d'Angoulême et d'Abbeville.
Au total, Claude Andrien joue 200 matchs en Division 1 et 146 matchs en Division 2, sans oublier un match en Coupe UEFA lors de la saison 1969-1970.